# Peitz
Peitz (lågsorbiska: Picnjo) är en stad i Landkreis Spree-Neiße i förbundslandet Brandenburg 14 km norr om Cottbus och 112 km sydost om Berlin. Staden har 4 420 invånare och är sedan 1991 huvudort i kommunalförbundet Amt Peitz, där även grannkommunerna Drachhausen, Drehnow, Heinersbrück, Jänschwalde, Tauer, Teichland och Turnow-Preilack ingår. Staden är huvudort för Amt Peitz, som bildades 1992.

## Stadsindelning
Peitz liger i Niederlausitz i den östligaste delen av Spreewald, den del som också kallas Vorspreewald, ett vattenrikt landskap i Baruther Urstromtal, med floden Malxe och Hammergraben, en grävd kanal som bildar en flodarm till Spree, liksom ett stort våtmarksområde. Staden ligger i det traditionella och officiella bosättningsområdet för sorberna/venderna.

## Sevärdheter
Staden är bland annat känd för sitt historiska järnverk och sin fästningsruin, Festungsturm Peitz.

### Peitz' järnverk och hammarsmedja
Redan 1550 grundades hyttan i Peitz, som smälte myrmalm från regionen till gjutgods och smidesjärn. Järnet blev sedan hushålls- och åkerredskap för civilt bruk, men också kanonkulor åt den brandenburgisk-preussiska armén. 1658 uppfördes här den första masugnen i Mark Brandenburg. Den ersattes 1809 till 1810 av den numera kulturminnesskyddade masugnen i Peitz. Därmed är den masugnen en av de få bevarade historiska masugnarna i östra Tyskland. Jämförbara anäggningar finns i Schmalzgrube (Jöhstadt) (masugn från 1659), Hammerhütte und Hochofen Brausenstein (masugn från 1693), Morgenröthe-Rautenkranz (masugn från 1820/22) och Neue Hütte Schmalkalden (masugn från 1835).
Som kraftkälla för cylinderfläkten till den historiska masugnen och alla andra maskiner i Peitz’ järnverk och hammarsmedja, användes vattnet från det som kallas Hammergraben, och i Peitz även Hammerstrom, som är en grävd kanal. Järnverket och hammarsmedjan har numera inrättats som museum. Vid förevisningar av cylinderfläkten måste för närvarande en elektrisk motor användas istället för vattenkraft. Museet vill att man åter ska få möjlighet att använda vattenkraft för driften. Peitzer Hüttenwerk är det äldsta i Tyskland bevarade funktionsdugliga järnverket. Det består av en masugn och en kupolugn. När anläggningen förevisas upphettas kupolugnen.

### Fästningstornet i Peitz
1559–1562 byggdes citadellet, den övre fästningen, och 1590 till 1595 den undre fästningen. Bygget leddes av fästningsbyggmästeren greve Rochus zu Lynar. Han anses också vara den som har byggt Zitadelle Spandau. Under trettioåriga kriget sökte många adliga och kyrkliga dignitärer skydd i Peitz. 1636–1637 var Peitz tillfälligt residens för den brandenburgiske kurfursten Georg Vilhelm av Brandenburg vid hans flykt från de svenska trupperna. Fästningen användes också som fängelse. Viktiga fångar var den kurfurstlige statsministern Eberhard von Danckelmann, som satt fängslad här mellan 1698 och 1708. Under sjuåriga kriget erövrade österrikiska trupper 1758 och 1759 fästningen. Under befäl av den preussiske kungen Fredrik II av Preussen revs en stor del av fästningen 1767.